# Ivanhoé (opéra)
Pour les articles homonymes, voir Ivanhoe.
Ivanhoé est un opéra pastiche de 1826 en trois actes sur une musique de Gioachino Rossini et sur un livret en français d' Émile Deschamps et Gabriel-Gustave de Wailly, d'après le roman du même nom de Walter Scott de 1819.

## Genèse
La musique a été adaptée, avec la permission du compositeur, par l'éditeur de musique Antonio Pacini à partir des opéras de Rossini, à savoir Semiramide, La Cenerentola, La Pie voleuse et Tancredi afin d'introduire sa musique à Paris. Un examen de la partition montre que Pacini a également utilisé la musique de Bianca e Faliero, Armida, Maometto II, Aureliano in Palmira, Sigismondo, Torvaldo e Dorliska, Mosè in Egitto et une certaine quantité de nouvelle musique comprenant des fanfares et le galop qui deviendra célèbre dans Guillaume Tell. 

## Création et reprises
L'œuvre est créée le 15 septembre 1826, au Théâtre de l'Odéon,.
L'opéra a été joué en Angleterre en 1829 sous le titre The Maid of Judah avec des arrangements musicaux du violoniste Michael Rophino Lacy qui a également traduit et révisé le livret original de Deschamps et de Wailly. La version de Lacy a également été jouée à New York au Park Theatre en 1832.  La première représentation d'Ivanhoé dans la période actuelle, a été donnée au Festival della Valle d'Itria en 2001, enregistrée et publiée en CD chez Dynamic.

## Rôles
| Rôle                           | Type de voix | Première distribution, 15 septembre 1826 |
| ------------------------------ | ------------ | ---------------------------------------- |
| Ivanhoé                        | ténor        | Lecomte                                  |
| Léila                          | soprano      | Lemoule                                  |
| Brian de Boisguilbert          | basse        | Leclerc                                  |
| Ismaël                         | baryton      | Léon                                     |
| Cédric                         | baryton      | V Adolphe                                |
| Le Marquis Lucas de Beaumanoir | basse        | Charles                                  |
| Albert de Malvoisin            | ténor        | Peyronnet                                |
| Un héraut                      | ténor        | Masson                                   |
| Thierry                        | Muet         |                                          |

## Discographie
- Rossini : Ivanhoé – Simon Edwards (Ivanhoé), Inga Balabanova (Leila), Soon-Won Kang (Brian de Boisguilbert), Filippo Morace (Ismaele), Massimiliano Chiarolla (Cédric) ; Bratislava Chamber Choir et l'Orchestre Internazionale d'Italia dirigés par Paolo Arrivabeni. Enregistrement live de la performance de 2001 au Festival della Valle d'Itria . Label : Dynamique CDS397